# Lucas López
Lucas López, vollständiger Name Lucas Martín López Quintana, (* 5. Mai 1994 in Tacuarembó) ist ein uruguayischer Fußballspieler.

## Karriere
Der 1,92 Meter große Defensivakteur López gehört mindestens seit der Apertura 2015 dem Kader des in Norduruguay beheimateten Tacuarembó FC an. Dort debütierte er unter Trainer Jorge Moncecchi am 23. August 2014 bei der 1:2-Heimniederlage gegen Centro Atlético Fénix mit einem Startelfeinsatz in der Primera División. In der Saison 2014/15 lief er in insgesamt fünf Erstligaspielen (kein Tor) auf. Nach dem Abstieg am Saisonende kam er in der Zweitligaspielzeit 2015/16 achtmal (kein Tor) in der Liga zum Einsatz. Anfang Juli 2016 wechselte er zum Erstligisten Centro Atlético Fénix, für den er in der Saison 2016 fünf Erstligaspiele (ein Tor) und zwei Partien (kein Tor) in der Copa Sudamericana 2016 absolvierte.